# 臺灣個人投資儲蓄帳戶制度
臺灣個人投資儲蓄帳戶制度，通稱「TISA」（Taiwan Individual Savings Account），是金融監督管理委員會設計的鼓勵台灣個人投資者進行中長期投資的制度，自2025年7月開始實施。
該制度效仿了日本的少額投資免稅制度和英國的Individual savings account制度。但由於臺灣對買賣上市、上櫃股票（含ETF）的資本利得免納所得稅，因此和日英的同類制度相比，TISA制度大幅縮水，僅限於投資者在兩年內長期定投特定基金可享有可享有低經理費及免收申購手續費的優惠。